# Luckaitztal
Luckaitztal (baix sòrab: Lukajca Dolk) és una ciutat alemanya que pertany a l'estat de Brandenburg. Forma part de l'Amt Altdöbern.

## Nuclis habitats
- Buchwäldchen (Bukowinka)
- Gosda (Gozna) amb les parts de Weißag (Wusoka) i Zwietow (Swětow)
- Muckwar (Mukwar)
- Schöllnitz (Želnica) amb les parts de Luckaitz (Łukajca), Neudöbern (Nowa Darbnja) i Rettchensdorf (Radochlice)